# Maenola starkei
Maenola starkei är en spindelart som beskrevs av Simon 1900. Maenola starkei ingår i släktet Maenola och familjen hoppspindlar. Inga underarter finns listade i Catalogue of Life.